# Kobusy (województwo podlaskie)
Kobusy – wieś w Polsce położona w województwie podlaskim, w powiecie wysokomazowieckim, w gminie Ciechanowiec.
W latach 1975–1998 miejscowość administracyjnie należała do województwa łomżyńskiego.
Wierni kościoła rzymskokatolickiego należą do parafii św. Doroty w Winnej Poświętnej, a prawosławni należą doparafii Wniebowstąpienia Pańskiego w Ciechanowcu.

## Historia
Wieś założona nad niewielką rzeczką Siennicą, lewym dopływem Nurca. W I Rzeczypospolitej należała do ziemi drohickiej w województwie podlaskim.
Pod koniec wieku XIX w powiecie bielskim, gubernia grodzieńska, gmina Skórzec. Użytki rolne o powierzchni 148 dziesięcin. W pobliżu folwark Kobusy o powierzchni 171 dziesięcin. Własność Szuchartów
W roku 1921 w Kobusach naliczono 16 budynków z przeznaczeniem mieszkalnym i 2 inne zamieszkałe oraz 98 mieszkańców (56 mężczyzn i 42 kobiety). Narodowość polską zgłosiło 88 osób, białoruską 18. Wyznanie rzymskokatolickie zadeklarowało 80 osób, prawosławne 18.